# Die große Chance/Staffel 2
Gleich nach dem Finale der ersten Staffel der Neuauflage begann die Bewerbungsfrist für die zweite Staffel der großen Chance. Ausgestrahlt wurde die zweite Staffel seit dem 7. September 2012. Statt Bernhard Paul übernimmt der ehemalige Moderator der Sendung Peter Rapp einen Platz in der Jury. Nach der ersten Halbfinalshow wurde am 20. Oktober 2012 bekannt, dass sich der ORF von Sido wegen Handgreiflichkeiten direkt nach der Sendung mit Dominic Heinzl trennte. Die Kunstfigur Seyffenstein (alias Rudi Roubinek) aus Wir sind Kaiser ersetzte in der Sendung vom 26. Oktober 2012 Sido in der Jury. Am 31. Oktober 2012 gab der ORF bekannt, dass Sido ab der dritten Halbfinalshow am 2. November 2012 wieder in der Jury sitzt. Als Gewinner ging das Dog-Dance-Duo Alexandra und Esprit hervor.

## Ergebnisse

### Halbfinale
| Name(n)                   | Talent                 | Ergebnis der Halbfinalshow |
| ------------------------- | ---------------------- | -------------------------- |
| Claus Durstewitz          | Gesang                 | 1. Platz                   |
| Petra und Christian       | Tanzen                 | 2. Platz                   |
| Empty Flags               | Band                   | Jury                       |
| Die Zupprmandor           | Gesang und Zeichnen    | ausgeschieden              |
| The Skateboard-Masters    | Skateboarding          | ausgeschieden              |
| The Austrian Skip Company | Rope Skipping          | ausgeschieden              |
| Swingin’ Crocs            | Tanzen                 | ausgeschieden              |
| Thomas Schneider          | Gesang                 | ausgeschieden              |
| Studio Percussion school  | Percussion, Schlagzeug | ausgeschieden              |
| Laura Kamhuber            | Gesang                 | ausgeschieden              |

| Name(n)              | Talent                          | Ergebnis der Halbfinalshow |
| -------------------- | ------------------------------- | -------------------------- |
| The Uptown Monotones | Band                            | 1. Platz                   |
| Alexandra und Esprit | Dog-Dance                       | 2. Platz                   |
| Mark "Kram" Agpas    | Gesang                          | Jury                       |
| inmot!on             | Yo-Yo-Artistik                  | ausgeschieden              |
| TVP Show Stars       | Cheerleading                    | ausgeschieden              |
| Anika-Plattler       | Schuhplatteln und Ziehharmonika | ausgeschieden              |
| Lara Szenczy         | Gesang                          | ausgeschieden              |
| The KK               | Band                            | ausgeschieden              |
| Marianne Schöftner   | Gesang                          | ausgeschieden              |
| Austria Pur          | Band                            | ausgeschieden              |

| Name(n)                  | Talent              | Ergebnis der Halbfinalshow |
| ------------------------ | ------------------- | -------------------------- |
| Solid Tube               | Band                | 1. Platz                   |
| Die Grabenlandbuam       | Band                | 2. Platz                   |
| Flo und Wisch            | Kabarett            | Jury                       |
| Nina Schwarzott          | Gesang              | ausgeschieden              |
| Malcolm Henry            | Gesang              | ausgeschieden              |
| Kata Mackh Dance Company | Tanzen              | ausgeschieden              |
| Philipp Doboczky         | Hip-Hop Tanzen      | ausgeschieden              |
| Albert Tröbinger         | Kontaktjonglage     | ausgeschieden              |
| VORTEXES                 | Trampolin-Akrobatik | ausgeschieden              |
| Eduard Babadost          | Gesang              | ausgeschieden              |

### Finale
| Platz              | Name(n)              | Talent    | Ergebnis des Finales (Prozentangabe) |
| ------------------ | -------------------- | --------- | ------------------------------------ |
| 1                  | Alexandra und Esprit | Dog-Dance | noch nicht bekannt                   |
| noch nicht bekannt | Solid Tube           | Band      | noch nicht bekannt                   |
| noch nicht bekannt | Flo und Wisch        | Kabarett  | noch nicht bekannt                   |
| noch nicht bekannt | Mark "Kram" Agpas    | Gesang    | noch nicht bekannt                   |
| noch nicht bekannt | Petra und Christian  | Tanzen    | noch nicht bekannt                   |
| noch nicht bekannt | The Uptown Monotones | Band      | noch nicht bekannt                   |
| noch nicht bekannt | Empty Flags          | Band      | noch nicht bekannt                   |
| noch nicht bekannt | Claus Durstewitz     | Gesang    | noch nicht bekannt                   |
| noch nicht bekannt | Die Grabenlandbuam   | Band      | noch nicht bekannt                   |